# Rezonville
Rezonville is een plaats en voormalige gemeente in het Franse departement Moselle (regio Grand Est) en telt 360 inwoners (2004). De plaats maakt deel uit van het arrondissement Metz.

## Geschiedenis
De plaats werd in 956 Resionisvilla genoemd. De naam zou afkomstig zijn van een Galliër genaamd Resius.
Nabij Rezonville vond in 1870 de Slag bij Mars-la-Tour plaats.
Rezonville is op 1 januari 2019 gefuseerd met de gemeente Vionville tot de gemeente Rezonville-Vionville. 

## Geografie
De oppervlakte van Rezonville bedraagt 13,7 km², de bevolkingsdichtheid is 26,3 inwoners per km².
De onderstaande kaart toont de ligging van Rezonville met de belangrijkste infrastructuur en aangrenzende gemeenten.

## Demografie
Onderstaande figuur toont het verloop van het inwonertal (bron: INSEE-tellingen).